# Geminatio
Geminatio (lat.: ‚Verdopplung‘) ist ein Begriff aus der Rhetorik, der die unmittelbare Verdoppelung eines Wortes oder einer Wortgruppe bezeichnet. Diese Wortfigur soll der Rede meist Nachdruck verleihen, wie in dem Beispiel „Niemals, niemals verlass’ ich dich!“
Werden Wörter oder Wortgruppen dreimal oder öfter wiederholt, spricht man von einer Epizeuxis.
Die Geminatio wird unter dem Begriff der Positionsfiguren eingeordnet (genauer unter den Wortwiederholungen). Grammatisch gesehen handelt es sich um „eine primitive Bildung des Superlativs; it. pian piano“.

## Beispiele
- „Gerne, gerne gedenken ja deiner die Sterne“ (Ludwig Tieck)
- „Mein Vater, mein Vater, jetzt fasst er mich an!“ (Johann Wolfgang von Goethe, Erlkönig)

Es gibt Varianten, die durch Zwischenschaltung nicht wiederholter Satzteile entstehen, wie:
- „Stirb, Lysis, stirb, viel besser ist gestorben“ (Christian Hofmann von Hofmannswaldau: Armseliger, was hilft dich doch dein Lieben)
- „Komm, Seele, komm, und lerne weiter schauen“ (Christian Hofmann von Hofmannswaldau: Die Welt)
- „Schluck, Abgrund, ach schluck ein...“ (Andreas Gryphius: Die Hölle)